# 용산동 (대구)
용산동(龍山洞)은 대구광역시 달서구의 법정동이다.
본래는 성서1동의 영역이었으며, 성서1동이 1996년에 장기동으로 개칭한 후에는 장기동 산하의 법정동이었다가 2003년 3월 31일 장기동에서 분리하여 현재에 이르고 있다.

## 교통
- ● 대구 도시철도 2호선 용산역, 이곡역

## 교육
- 선원초등학교
- 성산초등학교
- 성지초등학교
- 용산초등학교
- 용전초등학교
- 장산초등학교
- 성곡중학교
- 성산중학교
- 성서중학교
- 용산중학교
- 경원고등학교
- 성산고등학교
- 성서고등학교
- 대구학생문화센터
- 대구세명학교

## 사법
- 대구지방법원 서부지원
- 대구지방검찰청 서부지청

## 주거
| 단지명               | 건설사                                   | 시행사                                   | 주소                 | 입주        | 비고 |
| -------------------- | ---------------------------------------- | ---------------------------------------- | -------------------- | ----------- | ---- |
| 롯데캐슬 그랜드      | 롯데건설                                 | ㈜연우                                   | 달서구 장산남로 33   | 2004년 5월  |      |
| 세광태왕타운         | 세광주택㈜ ㈜태왕                        | 세광주택㈜ ㈜태왕                        | 달서구 용산서로 9    | 1999년 5월  |      |
| 미진태왕타운         | ㈜우방 ㈜태왕 ㈜미진주택건설             | ㈜우방 ㈜태왕 ㈜미진주택건설             | 달서구 용산서로 21   | 1998년 11월 |      |
| 보람타운             | 삼주개발㈜ ㈜창신                        | 삼주개발㈜ ㈜창신                        | 달서구 새동네로 34   | 1997년 3월  |      |
| 한마음타운           | 세광주택㈜ ㈜신화주택 ㈜제림주택         | 세광주택㈜ ㈜신화주택 ㈜제림주택         | 달서구 선원남로 151  | 1997년 11월 |      |
| 평화타운             | 동화주택㈜ 협화주택건설㈜ ㈜평광주택건설 | 동화주택㈜ 협화주택건설㈜ ㈜평광주택건설 | 달서구 성서동로 350  | 1994년 11월 |      |
| 서한화성타운 1차     | ㈜서한 화성산업                          | ㈜서한 화성산업                          | 달서구 장산로 10     | 1998년 11월 |      |
| 서한화성타운 2차     | ㈜서한 화성산업                          | ㈜서한 화성산업                          | 달서구 용산큰못길 30 | 1999년 3월  |      |
| 성서주공 5단지       | ㈜영남건설 ㈜우방                        | 대한주택공사                             | 달서구 선원남로 181  | 1997년 12월 |      |
| 성서주공 6단지       | 계룡건설산업 고려개발                    | 대한주택공사                             | 달서구 성지로 35     | 1998년 11월 |      |
| 성서주공 7단지       | ㈜한양                                   | 대한주택공사                             | 달서구 성지로 12     | 1997년 11월 |      |
| 성서주공 8단지       | ㈜한양                                   | 대한주택공사                             | 달서구 성지로 42     | 1997년 10월 |      |
| 성서2차 보성타운     | ㈜보성                                   | ㈜보성                                   | 달서구 선원로 241    | 1997년 10월 |      |
| 용산 보성타운        | ㈜보성                                   | ㈜보성                                   | 달서구 용산서로 37   | 1999년 12월 |      |
| 성서 청구타운        | ㈜청구                                   | ㈜청구                                   |                      | 1997년 12월 |      |
| 용산 청구타운        | ㈜청구                                   | ㈜청구                                   | 달서구 용산서로 22   | 1999년 8월  |      |
| 용산블루빌타운       | ㈜청구산업                               | ㈜청구산업                               | 달서구 용산로 254    | 2000년 6월  |      |
| 용산1차 우방타운     | 우방건설㈜                               | 군인공제회                               | 달서구 용산로 174    | 1997년 6월  |      |
| 죽전우방타운         | 우방건설㈜                               | 우방건설㈜                               | 달서구 용산로 160    | 1997년 8월  |      |
| 용산2차 우방타운     | ㈜우방                                   | ㈜우방                                   | 달서구 용산서로 38   | 1999년 10월 |      |
| 현대우방타운         | 현대주택㈜ ㈜우방개발                    | 현대주택㈜ ㈜우방개발                    | 달서구 용산로 253    | 1999년 7월  |      |
| 동서우방타운         | 동서개발㈜ ㈜우방건설                    | 동서개발㈜ ㈜우방건설                    | 달서구 장산로 20     | 1998년 11월 |      |
| 성서1차 영남우방타운 | ㈜영남건설 ㈜우방                        | ㈜영남건설 ㈜우방                        | 달서구 성지로 11     | 1997년 11월 |      |
| 성서2차 영남우방타운 | ㈜영남건설 ㈜우방                        | ㈜영남건설 ㈜우방                        | 달서구 이곡공원로 83 | 1997년 12월 |      |
| 용산 영남타운        | ㈜영남건설                               | ㈜영남건설                               |                      | 1998년 12월 |      |
| 용산 파크타운        | 한라공영㈜                               | 대구도시개발공사                         |                      | 2000년 5월  |      |
| 대구용산자이         | 지에스건설㈜                             | ㈜브리티시자산관리                       |                      | 2024년 2월  |      |

## 유통
- 홈플러스 성서점
- 농협하나로마트 성서점

## 공공기관
- 중소기업중앙회 대구경북지역본부
- 대구직업능력개발원
- 향군회관

## 기타
- 병암서원
- 성서노인종합복지관
- 달구벌종합복지관
- 달구벌재활스포츠센터
- 대구청각언어장애인복지관
- 대구시각장애인복지관